# Back in Black (Whodini)
Back in Black è un album dei Whodini, pubblicato nel 1986.
L'album ha avuto tre singoli: "Funky Beat", "Growing Up", e "One Love".

## Tracce
| #  | Titolo                                       | Tempo |
| -- | -------------------------------------------- | ----- |
| 1  | "Funky Beat"                                 | 5:01  |
| 2  | "One Love"                                   | 5:32  |
| 3  | "Growing Up"                                 | 5:10  |
| 4  | "I'm a Ho"                                   | 4:06  |
| 5  | "How Dare You"                               | 6:48  |
| 6  | "Fugitive"                                   | 6:12  |
| 7  | "Echo Scratch"                               | 5:21  |
| 8  | "Last Night (I Had a Long Talk with Myself)" | 5:15  |
| 9  | "The Good Part"                              | 4:45  |
| 10 | "Whodini Mega Mix"                           | 7:17  |